# Стронский, Василий Григорьевич
Василий Григорьевич Стронский (1821—1879) — контр-адмирал русского императорского флота, начальник Батумского порта.

## Биография
Родился 7 (19) марта 1821 года.
Воспитывался в Морском кадетском корпусе, из которого в 1835 году был выпущен гардемарином и был направлен на Черноморский флот, где плавал у крымских берегов и крейсировал у восточных. В 1839 году вместе с производством в мичманы был переведён в Балтийский флот, откуда, получив в 1843 году чин лейтенанта, возвратился в Черноморский флот.
В 1849—1850 годах на бриге «Неарк» перешёл из Одессы в Константинополь, оттуда в Архипелаг и Средиземное море, в течение следующих двух лет находился в Азовском море, а в 1854 году на корабле «Три Святителя» стоял на Севастопольском рейде. Во время Севастопольской обороны с 13 сентября по 30 декабря 1854 года состоял в крепостном гарнизоне командиром 4-го бастиона; 4 декабря был контужен осколком бомбы в ногу, плечо и левый бок, но бастиона не оставил, а 12 декабря был ранен в голову; за отличие был награждён орденами Св. Анны 3 степени и Св. Владимира 4-й степени с бантом и 6 декабря получил чин капитан-лейтенанта. В 1855 году командовал пароходом «Скромный» на реке Южный Буг; в 1856 году ходил на нём между Николаевым, Херсоном, Очаковым и Измаилом.
После однолетнего перерыва, в 1858 году вновь был зачислен на действительную службу, в 1-й сводный черноморско-флотский экипаж — командовал шхуной Бомборы.
Произведён в капитаны 2-го ранга 1 января 1862 года; с 11 августа — начальник учебно-артиллерийской команды и учебно-артиллерийского корвета «Буйвол». В 1863 году получил орден Св. Станислава 2-й степени (в 1867 году — императорскую корону к ордену); в 1866 году произведён в капитаны 1-го ранга и награждён крестом «За службу на Кавказе».
С 26 декабря 1866 года был назначен командиром 1-го, а 30 апреля 1873 года — 2-го черноморского экипажа. В 1870 году награждён орденом Св. Анны 2-й степени (императорская корона к ордену — в 1872). С 31 января 1875 года ему Высочайше было разрешено во всех случаях носить фуражку вместо шляпы. В контр-адмиралы был произведён 1 января 1878 года, а начальником Батумского порта был назначен 4 декабря того же года и в этой должности состоял до самой смерти, наступившей 2 (14) ноября 1879 года.
Имел также иностранный орден: командорский крест 2-й степени саксонского Эрнестинского дома.